# Kateřina Zeithammerová
Kateřina Zeithammerová (* 17. dubna 2002 Praha) je česká profesionální basketbalistka hrající na pozici rozehrávačky. Měří pouze 162 centimetrů a je známá svou rychlostí a technickými dovednostmi, které kompenzují její menší postavou. Aktuálně působí v týmu Žabiny Brno a je členkou české basketbalové reprezentace.

## Klubová kariéra

### Mládežnické začátky
Zeithammerová začala svou basketbalovou dráhu v šesti letech v přípravce USK Praha, kam ji přivedla matka, která také hrávala basketbal. Před basketbalem se krátce věnovala atletice, konkrétně sprintům na 60 a 100 metrů, což jí pomohlo vybudovat rychlostní základ.

### Profesionální kariéra
USK Praha (2019–2021)
Do prvního ligového zápasu nastoupila v sezoně 2019–2020.
Slovanka Praha (2021–2022)
Během studia odehrála jednu sezonu v týmu Slovanka Praha.
Sokol Hradec Králové (2022–2024)
V 19 letech přestoupila do Hradce Králové, kde se stala plně profesionální basketbalistkou. V sezoně 2022/23 se stala nejlepší českou střelkyní v Ženské basketbalové lize s průměrem 15,4 bodu na zápas při více než padesátiprocentní úspěšnosti střelby. Výrazně zlepšila svou střelbu za tři body z 19 % na 35 %.
Žabiny Brno (od 2024)
V červnu 2024 přestoupila do vicemistryň české ligy Žabiny Brno. V sezoně 2024–25 získala v ŽBL stříbrnou medaili, zaznamenala 21,3 minut na zápas a 6,6 bodů. S týmem si zahrála také Euroligu, kde měla průměr 10,4 minut a 1,9 bodu na zápas.

## Reprezentační kariéra

### Mládežnické reprezentace
Zeithammerová byla dlouholetou oporou českých mládežnických reprezentací. Největší úspěch zaznamenala v červenci 2022 v Maďarsku, kde jako první rozehrávačka přispěla ke stříbrným medailím z evropského šampionátu do 20 let.
Úspěchy:
- Stříbrná medaile – ME do 16 let (2018)[6]
- Stříbrná medaile – ME do 20 let (2022)

### Seniorská reprezentace
V listopadu 2022 obdržela svou první pozvánku do seniorské reprezentace na kvalifikační zápas o EuroBasket 2023 proti Nizozemsku. Debutovala pod vedením trenérky Romany Ptáčkové.
Na Mistrovství Evropy 2023 byla součástí českého týmu, který obsadil osmé místo. V roce 2025 se opět zúčastnila Mistrovství Evropy, kde český tým skončil na 6. místě.
Úspěchy:
- Mistrovství Evropy 2023 – 7. místo
- Mistrovství Evropy 2025 – 6. místo

## Osobní život a zájmy
Zeithammerová je aktivní na sociálních sítích, zejména na TikToku, kde má přes 44 tisíc sledujících. Během pandemie covidu-19 se stala populární díky vtipným videím a tanečním choreografiím.